# Montana Cans
Montana Cans är ett tyskt företag som gör graffitiprylar och skall inte förväxlas med Montana Colors.